# Росья
Росья (Расья) — малая река на Среднем Урале, протекающая по землям Кировградского муниципального округа Свердловской области России, правый приток Сулёма.

## География
Росья протекает преимущественно с северо-востока на юго-запад в глухом лесу Уральских гор, в южной части хребта Весёлые горы. Длина водотока составляет чуть более 7,3 километра. Труднодоступная река протекает в западной части Кировградского муниципального округа, приблизительно в 15-20 километрах к западу от Кировграда. Росья впадает в Сулём (приток Чусовой) в верхнем его течении, по правому берегу.